# أدريان بورلاند
أدريان بورلاند (بالإنجليزية: Adrian Borland)‏ هو منتج أسطوانات وكاتب أغاني وعازف قيثارة ومغني بريطاني، ولد في 6 ديسمبر 1957 في لندن في المملكة المتحدة، وتوفي في 26 أبريل 1999 في ويمبلدون في المملكة المتحدة بسبب سقوط.

## وصلات خارجية
- أدريان بورلاند على موقع IMDb (الإنجليزية)
- أدريان بورلاند على موقع ميوزك برينز (الإنجليزية)
- أدريان بورلاند على موقع أول ميوزيك (الإنجليزية)
- أدريان بورلاند على موقع ديسكوغز (الإنجليزية)